# アオウキクサ
アオウキクサ (青萍、学名: Lemna aoukikusa) はウキクサ亜科のアオウキクサ属に属する水草の1種であり、池など淡水域の水面に生育する。特に水田では極めてふつうに見られる。葉状体は長さ3–6ミリメートル (mm)、1本の根をもち、根の先端は鋭頭、根の基部の鞘には翼がある。
日本に分布するアオウキクサを、狭義のアオウキクサとナンゴクアオウキクサ (Lemna aequinoctialis) の2種に分け、さらに前者の中に亜種としてホクリクアオウキクサ (Lemna aoukikusa ssp. hokurikuensis) を認めることが提唱されている (→#分類)。

## 特徴
水面に生育する浮遊植物であり、葉状体 (フロンド; 葉と茎の区別がない) と根からなる。葉状体は倒卵形から楕円形、基部は左右不相称、大きさは 3–6 × 2–4 mm、比較的薄く、3脈があるがときに不明瞭。葉状体は表裏とも黄緑色から緑色であり、紫色を帯びることはない。葉状体の裏面からは1本の根が生じており、根の長さは〜 7 cm、先端は鋭頭、根鞘基部に翼がある。葉状体の基部側面から新たな葉状体を形成し、出芽状に増殖する。単独または3–5個の葉状体がつながった群体を形成している。
花期は7–9月、葉状体側面に盛んに花をつける。花は2個の雄蕊と1個の雌蕊からなる (2個の雄花と1個の雌花ともされる)。雄蕊と雌蕊は同時に成熟し、自家受粉によって高確率で結実する。種子は長楕円形、0.6–0.7 × 0.4–0.6 mm、18–26本の縦肋、44–82本の横肋がある。秋になると葉状体は枯死し、種子で越冬、5–6月頃に種子から発芽した幼体が見られる。アオウキクサは、水田耕作に適応してこのような一年草の生活史をとるようになったと考えられている。ただし亜種のホクリクアオウキクサでは、葉状体がデンプンを蓄積して水底に沈んで越冬する (ウキクサ類の一部に見られる休眠芽に似るが根をもつ)。またホクリクアオウキクサは根の先端がらせん状にねじれることが多いが、夏の状態ではアオウキクサと区別するのは困難。染色体数は 2n = 約70 (亜種ホクリクアオウキクサは 2n = 40)。

## 分布
北海道から九州に分布しており、このうち北陸産の一部は亜種のホクリクアオウキクサとされる。海外ではふつう独立種として扱われないため、日本以外での分布は不明。
水田、池沼、溝などの淡水域の水面に生育し、特に水田では極めてふつうにみられる。

## 分類（日本産アオウキクサ）
かつて日本産のアオウキクサは単一種と考えられ、Lemna paucicostata (2020年現在ではふつう Lemna aequinoctialis のシノニムとされる) の学名が充てられていた。しかし形態や生態、生理的特徴、葉緑体DNAのRFLP (制限酵素断片長多型) などに基づき、日本産のアオウキクサとされていたものを以下の2種1亜種 (狭義のアオウキクサ、ホクリクアオウキクサ、ナンゴクアオウキクサ) に細分することが提唱されている。ただし形態形質については環境条件での変異も大きく、正確には一定条件下で培養した個体の観察が必要となる。

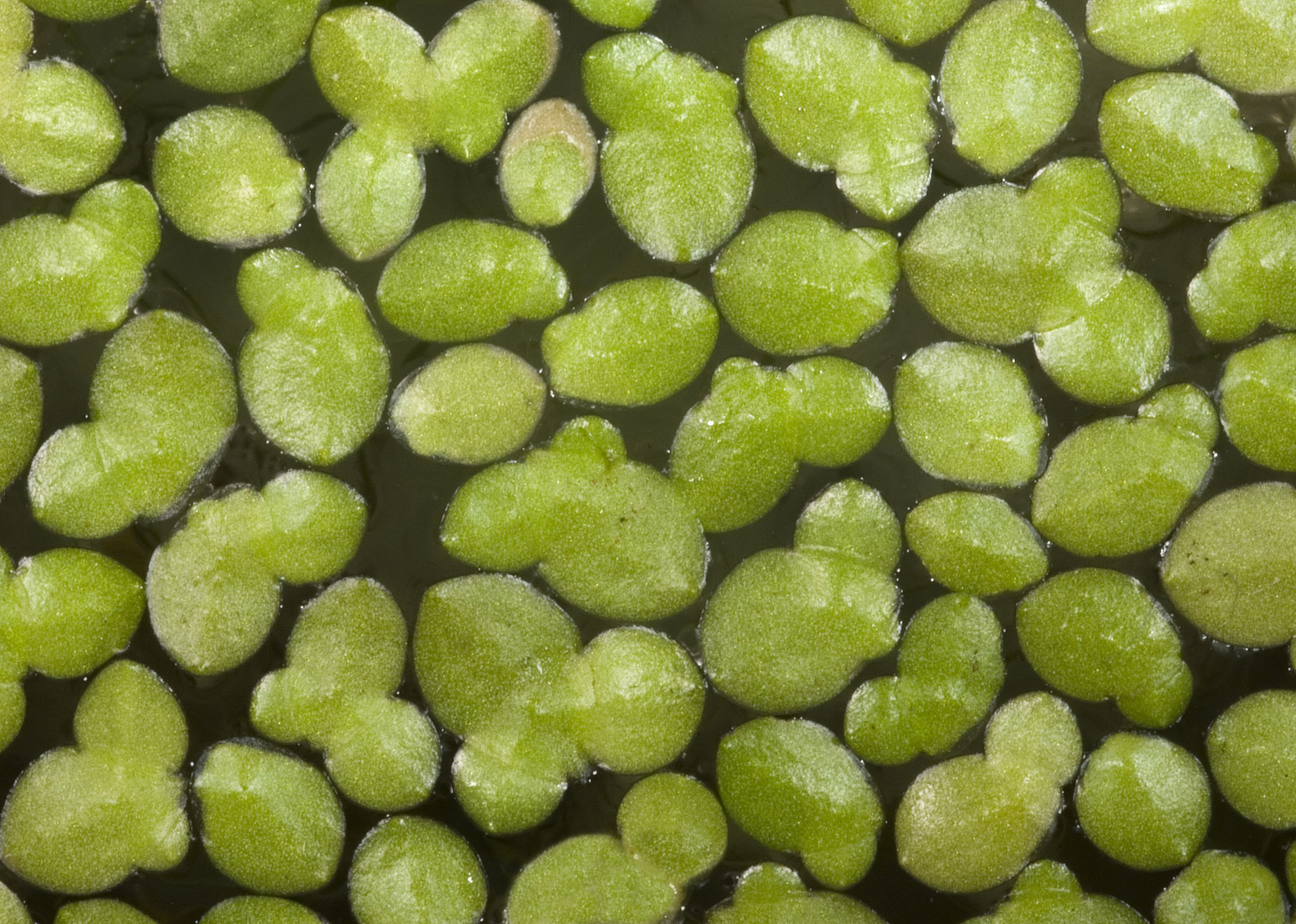
ナンゴクアオウキクサ

- アオウキクサ (Lemna aoukikusa T.Beppu & Murata (1985) subsp. aoukikusa)
詳細については上記参照。葉状体は薄く、開花個体では厚さ 0.12–0.56 mm[1][9]。短日処理によって娘葉状体が小型化する[1]。花期では、群体を構成する葉状体数はふつう3–5個 (条件によっては–20個)。同花受粉をし、結実率が高い[8]。果実は、葉状体の軸に対して直角につく。果実の長径は0.58–0.74 mm。種子表面の横肋数は44–82本[1]。冬には消失し、種子で越冬する。染色体数は 2n = 約70[1]。北海道から九州に分布する。
- ホクリクアオウキクサ (Lemna aoukikusa ssp. hokurikuensis T.Beppu & Murata (1985))
アオウキクサに似るが、根がらせん状にねじれていることが多い[1][9][10]。花期では、群体を構成する葉状体数はふつう5–20個[1][9]。冬期にはデンプンを蓄積して水底に沈み越冬する (休眠芽に似るが根をもつ)[1][8][9]。染色体数は 2n = 40[1]。北陸地方に分布する (北陸地方には基亜種であるアオウキクサも分布する)[1]。
- ナンゴクアオウキクサ (Lemna aequinoctialis Welw. (1859))
アオウキクサに似るが、葉状体の不相称の度合いが弱く、やや厚い (開花個体で 0.30–0.67 mm)[1][8][9][10]。短日処理によっても娘葉状体の大きさは変わらない[1]。コウキクサに似るが、根鞘基部に翼があり根端が鋭頭である点で異なる[10]。花期では、群体を構成する葉状体数はふつう3–5個[1]。雌性先熟であり、自家不和合性を示す[1][10]。果実は、葉状体の軸とほぼ平行につく。休眠芽 (越冬芽、殖芽) を形成せず、葉状体の状態で越冬する[1][8]。果実の長径は0.44–0.60 mm。種子表面の横肋数は33–50本[1]。染色体数は 2n = 20, 40, 50, 60, 80 (日本産のものは40が報告されている)[1]。世界中の熱帯から亜熱帯域に広く分布し (タイプ産地はアフリカ[1])、日本では静岡県以西から沖縄まで報告されている[8][9][10]。

一方で、これらを全て同一種とし、Lemna aequinoctialis の名を充てている例も多い。しかし北米カリフォルニア産の Lemna aequinoctialis と日本のアオウキクサ (富山県産) を交配した結果、不成功または雑種不稔であったとされる。